# Barra do Choça
Barra do Choça è un comune del Brasile nello Stato di Bahia, parte della mesoregione del Centro-Sul Baiano e della microregione di Vitória da Conquista.